# جون ماثيوز
جون ماثيوز (بالإنجليزية: John Matthews)‏ (1 نوفمبر 1955 في المملكة المتحدة - ) هو لاعب كرة قدم بريطاني في مركز الوسط. لعب مع شيفيلد يونايتد ونادي أرسنال ونادي بليموث أرجايل ونادي تشيسترفيلد ونادي توركي يونايتد ونادي مانسفيلد تاون وDorchester Town F.C. ‏.

## وصلات خارجية
- جون ماثيوز على موقع قاعدة بيانات كرة القدم.إي يو (الإنجليزية)